# Wake Up to the Real World
Wake Up To The Real World – jedenasty album studyjny duńskiego zespołu heavymetalowego Pretty Maids wydany 10 listopada 2006 roku przez wytwórnię Frontiers Records. Muzyka na nim zawarta stanowi powrót do klasycznego stylu grupy będącego połączeniem heavy metalu i AOR-u. Na płycie zamieszczona jest również cover utworu Deep Purple "Perfect Strangers", pochodzącego z albumu Perfect Strangers.

## Lista utworów
1. „Wake Up To The Real World” – 3:52
2. „All In The Name Of Love” – 3:37
3. „I Am The End” – 4:18
4. „As Guilty As You” – 3:39
5. „Why Die For A Lie” – 4:15
6. „Such A Rush” – 4:55
7. „Where True Beauty Lies” – 4:29
8. „Brave Young New Breed” – 3:36
9. „Terminal Violence” – 3:53
10. „Perfect Srangers” (cover Deep Purple) – 4:35
11. „Another Shot Of Your Love” – 4:05

Wszystkie utwory (oprócz "Perfect Srangers") napisali i zaaranżowali Ken Hammer i Ronnie Atkins.

## Twórcy
| Pretty Maids w składzie - Ronnie Atkins – śpiew - Ken Hammer – gitara - Ken Jackson – gitara basowa - Allan Tschicaja – perkusja Gościnnie - H.C. Roeder – instrumenty klawiszowe - Soeren Madsen – instrumenty klawiszowe | Personel - Peter Iversen – inżynieria dźwięku, miksowanie, mastering - Jeppe Boegede Andersen – projekt graficzny - Niels Hamann – projekt okładki |